# Lochmatten
Lochmatten (walliserdeutsch Lochmattä) ist ein Weiler der Gemeinde St. Niklaus (walliserdeutsch Zaniglas) im Walliser Bezirk Visp. Aus der Familie Lochmatter gingen viele bekannte und grosse Bergführerpioniere hervor, deren Familienname vom Weiler Lochmatten in St. Niklaus abstammt.

## Geographie
Der Weiler Lochmatten befindet sich auf 1070 m ü. M. nördlich von St. Niklaus Dorf (1120 m ü. M., walliserdeutsch Zaniglas) am rechten Ufer der Vispe, wobei sich die heutige Kantonshauptstrasse 213 südlich Richtung Zermatt sowie Grächen und nördlich Richtung Visp mitten durch den Weiler Lochmatten zieht. Im Süden wird der Weiler durch den Riedbach vom Weiler Riedmatten getrennt. Im Norden grenzt der Weiler Lochmatten an den Weiler Steg und im Osten an die Weiler Wichel sowie Rossen.

## Archäologie
1891 wurden in den Lochmatten auf einer Höhe von 1098 m ü. M. zwanzig Steinplattengräber aus dem Neolithikum entdeckt. Unter einer der Steinplatten konnte sogar ein Grab geöffnet werden, das einen Steinbecher von sechs cm Höhe und zwei Armbänder enthielt.

## Familienname
Der Familienname Lochmatter stammt vom Weiler Lochmatten in St. Niklaus ab. Ältester bekannter Vertreter der Familie Lochmatter ist Anton Lochmatter, der im Jahre 1505 für 10 Pfund das Burgerrecht von Visp erwarb.
Aus der Familie Lochmatter, die die ersten Bergführer in deren Heimatgemeinde St. Niklaus stellten, gingen viele bekannte Bergführerpioniere hervor, die grosse Neuerer im Bergsteigen waren und die weltweit in den ersten zwei Generationen  das Bergführerwesen während des 19. sowie 20. Jahrhunderts massgeblich prägten.